# 캄페오나투 브라질레이루 페미니누
캄페오나투 브라질레이루 지 푸치보우 페미니누(포르투갈어: Campeonato Brasileiro de Futebol Feminino), 또는 줄여서 캄페오나투 브라질레이루 페미니누(포르투갈어: Campeonato Brasileiro Feminino)는 2013년에 설립된 브라질의 여자 축구 최상위 리그이다. 하위 리그로는 캄페오나투 브라질레이루 지 푸치보우 페미니누 - 세리이 A2(Campeonato Brasileiro de Futebol Feminino - Série A2)가 있다.

## 진행 방식
16개 팀을 2개 그룹으로 나누어 홈 앤 어웨이 방식의 리그전을 진행한다. 각 조에서 가장 낮은 성적을 기록한 1개 팀(총 2개 팀)은 세리이 A2로 강등되고 각 조에서 가장 높은 성적을 기록한 4개 팀(총 8개 팀)은 결선 토너먼트로 진출한다. 결선 토너먼트의 8강전, 준결승전, 결승전은 홈 앤 어웨이 방식으로 진행되며 결선 토너먼트 결승전에서 승리한 팀이 전체 시즌의 우승 팀이 된다.

## 2018 시즌 참가 팀
- 그레미우 오자스쿠 아우다스 (Grêmio Osasco Audax) - 상파울루주 오자스쿠
- SC 코린치앙스 파울리스타 (Sport Club Corinthians Paulista) - 상파울루주 상파울루
- 아소시아상 페호비아리아 지 이스포르치스 (Associação Ferroviária de Esportes) - 상파울루주 아라라쿠아라
- CR 플라멩구 (Clube de Regatas do Flamengo) - 리우데자네이루주 리우데자네이루
- 포스 카타라타스 FC (Foz Cataratas FC) - 파라나주 포스두이구아수
- EC 이란두바 다 아마조니아 (Esporte Clube Iranduba da Amazônia) - 아마조나스주 이란두바
- SE 킨데르망 (Sociedade Esportiva Kindermann) - 산타카타리나주 카사도르
- 피녜이렌시 EC (Pinheirense Esporte Clube) - 파라주 벨렝
- 아소시아상 포르투게자 지 데스포르투스 (Associação Portuguesa de Desportos) - 상파울루주 상파울루
- AA 폰치 프레타 (Associação Atlética Ponte Preta) - 상파울루주 캄피나스
- 히우 프레투 EC (Rio Preto Esporte Clube) - 상파울루주 상조제두히우프레투
- 산투스 FC (Santos Futebol Clube) - 상파울루주 산투스
- 상프란시스쿠두콘지 EC (São Francisco do Conde Esporte Clube) - 바이아주 상프란시스쿠두콘지
- 상조제 EC (São José Esporte Clube) - 상파울루주 상조제두스캄푸스
- 스포르트 헤시피 (Sport Club do Recife) - 페르남부쿠주 헤시피
- 아소시아상 아카데미카 이 데스포르치바 비토리아 다스 타보카스 (Associação Acadêmica e Desportiva Vitória das Tabocas) - 페르남부쿠주 비토리아지산투안탕

## 같이 보기
- 코파 리베르타도레스 페메니나